# NGC 4685
NGC 4685 is een elliptisch sterrenstelsel in het sterrenbeeld Hoofdhaar. Het hemelobject werd op 27 april 1785 ontdekt door de Duits-Britse astronoom William Herschel.

## Synoniemen
- UGC 7954
- MCG 3-33-4
- ZWG 100.7
- PGC 43143